# Dyschimus madagascariensis
Dyschimus madagascariensis är en nattsländeart som beskrevs av Stoltze 1989. Dyschimus madagascariensis ingår i släktet Dyschimus och familjen Pisuliidae. Inga underarter finns listade i Catalogue of Life.